# Cyrestis celebensis
Cyrestis celebensis är en fjärilsart som beskrevs av Otto Staudinger 1896. Cyrestis celebensis ingår i släktet Cyrestis och familjen praktfjärilar. Inga underarter finns listade i Catalogue of Life.